# Shay Murphy
Eshaya Marie Murphy (nacida el 15 de abril de 1985 en Canoga Park, California, Estados Unidos), conocida como Shay Murphy, es una exjugadora de baloncesto estadounidense.

## Carrera deportiva

### WNBA
Nació en Canoga Park, California, y acudió a la USC, donde jugó para el equipo universitario, los Southern California Trojans. Fue elegida en la segunda ronda del Draft de la WNBA de 2007, en la 15.ª posición, por las Minnesota Lynx. Al año siguiente, el 22 de junio de 2008, fue traspasada a las Detroit Shock a cambio de LaToya Thomas. Dos meses después, el 12 de agosto de 2008, fue traspasada, junto con Tasha Humphrey, a las Washington Mystics, a cambio de Taj McWilliams-Franklin. Tras renunciar las Mystics a sus derechos, firmó con las Indiana Fever el 11 de junio de 2009. A mitad de la temporada 2011 de la WNBA, firmó con las Chicago Sky. Posteriormente, en 2014, firmó con las Phoenix Mercury, con las que ganaría ese mismo año el anillo de la WNBA. En 2017, las Mercury la adquirieron nuevamente como agente libre, pero durante esa temporada sería traspasada a las San Antonio Stars. 

### Europa
Murphy también desarrolló su carrera profesional en Europa, firmando para la temporada 2011-2012 con el Ros Casares Valencia, con el que jugó tanto la liga femenina de España como la Euroliga femenina, ganando con ellas el campeonato en su primera temporada en Europa. Para la temporada 2012-2013 firmaría con el Galatasaray, pero volvería a España en la temporada siguiente, esta vez jugando para el Perfumerías Avenida, donde jugaría hasta 2015. La siguiente temporada jugó en el CJM Bourges Basket. Posteriormente, la temporada 2016-2017 volvería a Turquía, esta vez para jugar en el Samsunspor primero, y luego, en 2018, en el ÇBK Mersin. Por último, jugaría su última temporada como profesional, la 2018-2019, de vuelta en España, en el Spar Citylift Girona.

## Vida personal
En 2021 se convirtió en la primera afroamericana en trabajar como entrenadora asistente en Los Angeles Lakers. 